# Myszkowscy herbu Jastrzębiec

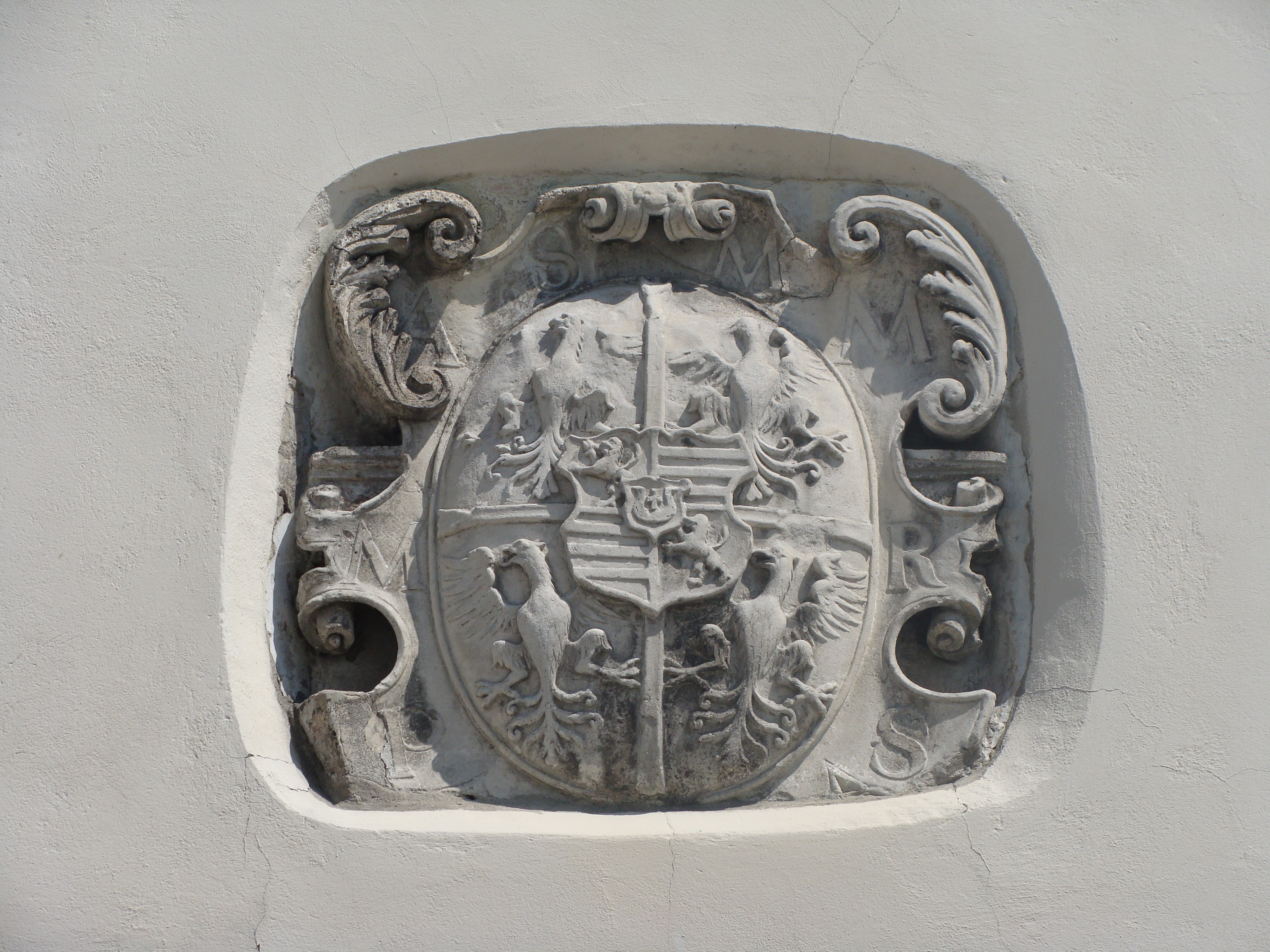
Herb Myszkowskich umieszczony na jednym z budynków w Pińczowie

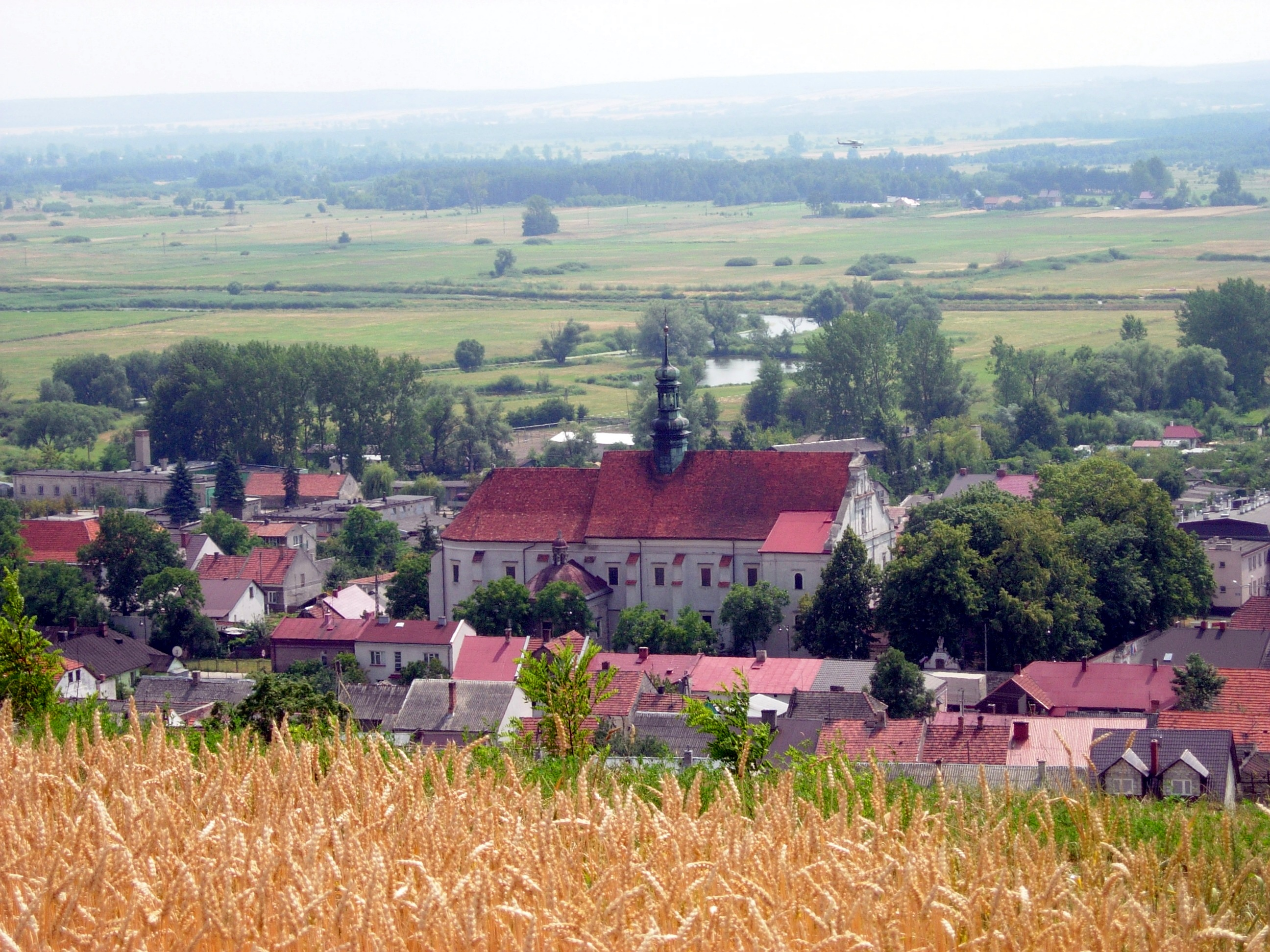
Widok na Mirów - dzisiejszą dzielnicę Pińczowa

Myszkowscy – polski ród magnacki herbu Jastrzębiec. Znana od co najmniej XV w., kiedy w źródłach dotyczących dworu oświęcimskiego pojawia się Mikołaj Myszkowski (zm. 1482), być może spokrewniona z rodziną Rytwiańskich. Według herbarza Uruskiego protoplasta rodu był bratem arcybiskupa gnieźnieńskiego Wojciecha Jastrzębca. Szczyt znaczenia rodu przypada na II połowę XVI w., gdy biskupem krakowskim był prawnuk Mikołaja, Piotr Myszkowski, dzięki któremu ogromnie wzrósł majątek rodziny, umożliwiający bratankowi biskupa Zygmuntowi Myszkowskiemu założenie w 1601 roku ordynacji rodowej. Siedzibami rodu były kolejno zamek w Mirowie, Książ Wielki (gdzie wznieśli pałac Mirów), a wreszcie Pińczów (początkowo jego dzielnica Mirów, założona przez Myszkowskich). 
W 1597 roku Zygmunt Myszkowski w czasie pobytu w Mantui we Włoszech uzyskał od księcia Wincentego Gonzagi adopcję starszej linii Myszkowskich do rodu Gonzaga i od tej pory mogli używać nazwiska Gonzaga-Myszkowski. Następnie w 1598 roku uzyskali przywilej papieski nadający im tytuł margrabiów na Mirowie, będący odpowiednikiem polskiego hrabiego.

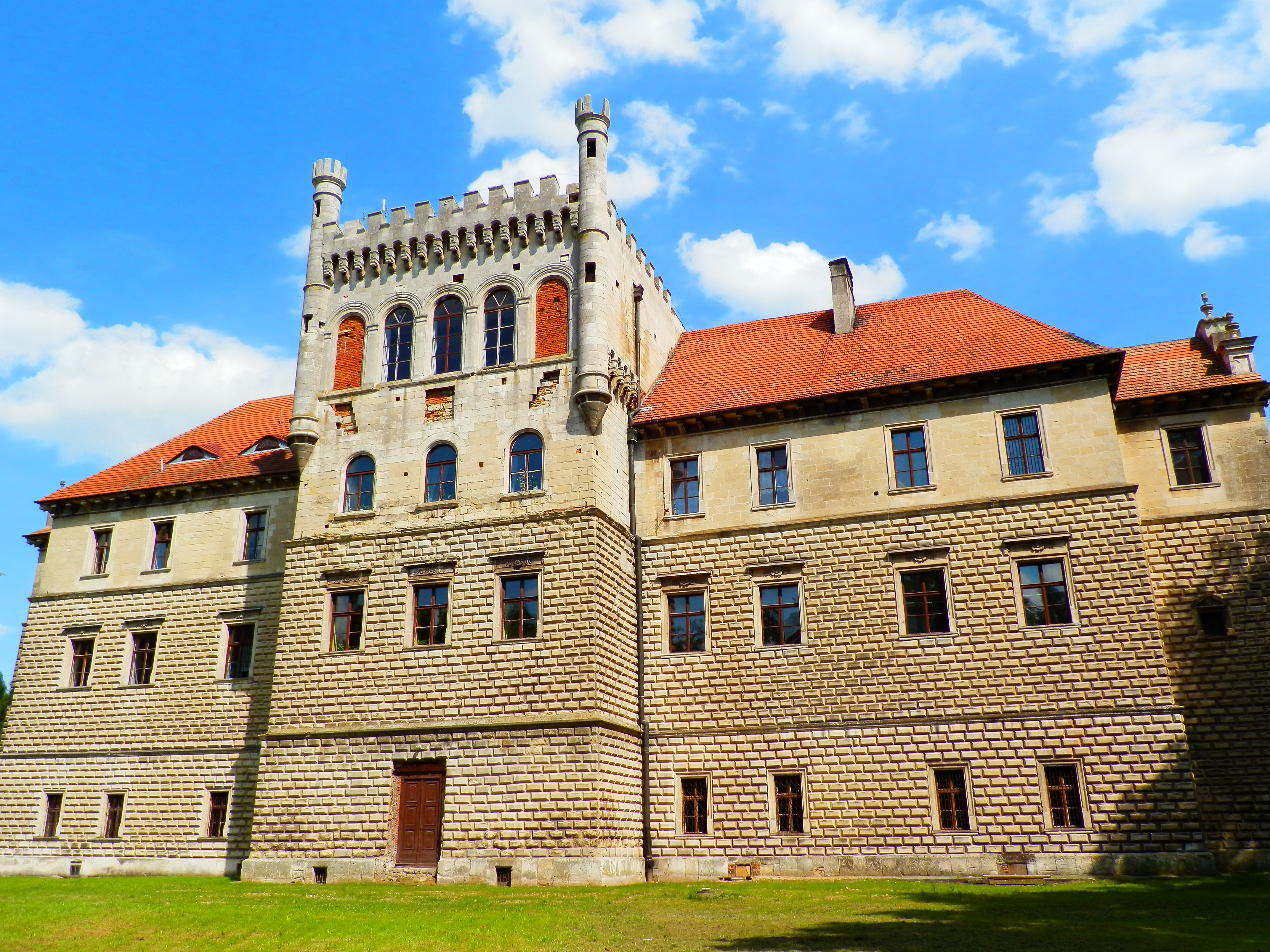
Renesansowy pałac Myszkowskich w Książu Wielkim zwany "Mirów".

W 1601 r. otrzymali zezwolenie sejmu na założenie ordynacji rodowej, obejmującej m.in. miasto Książ Wielki z pałacem Mirów, miastem Pińczów z tamtejszym zamkiem oraz Chroberz.
Ordynatami założonej ordynacji zwanej też margrabstwem pińczowskim było siedmiu członków rodu: Zygmunt, Jan, Ferdynand, wojewoda krakowski Władysław (ostatni z linii starszej), po którego śmierci tytuł przeszedł na linię młodszą, której przedstawicielami byli Franciszek, Stanisław i ostatni (siódmy) ordynat Józef Władysław Myszkowski, który zmarł bezpotomnie w 1727 w Szańcu. 
O dziedzictwo ordynacji rozgorzał spór, ostatecznie przejął ją spokrewniony przez matkę z Myszkowskimi Franciszek Wielopolski, który zostawszy w 1729 roku VIII ordynatem pińczowskim tytułował się jako: „Franciszek na Żywcu i Pieskowej Skale z Wielopolskich margrabia na Mirowie Myszkowski, wojewoda sieradzki, generał małopolski, starosta krakowski etc. etc.”.
Godło Myszkowskich, którym jest herb Jastrzębiec, zostało uwiecznione na tzw. kobiercu Czartoryskich wykonanym w połowie XVII wieku w warsztacie perskim, obecnie w Metropolitan Museum of Art.